# Ingrid Drexel

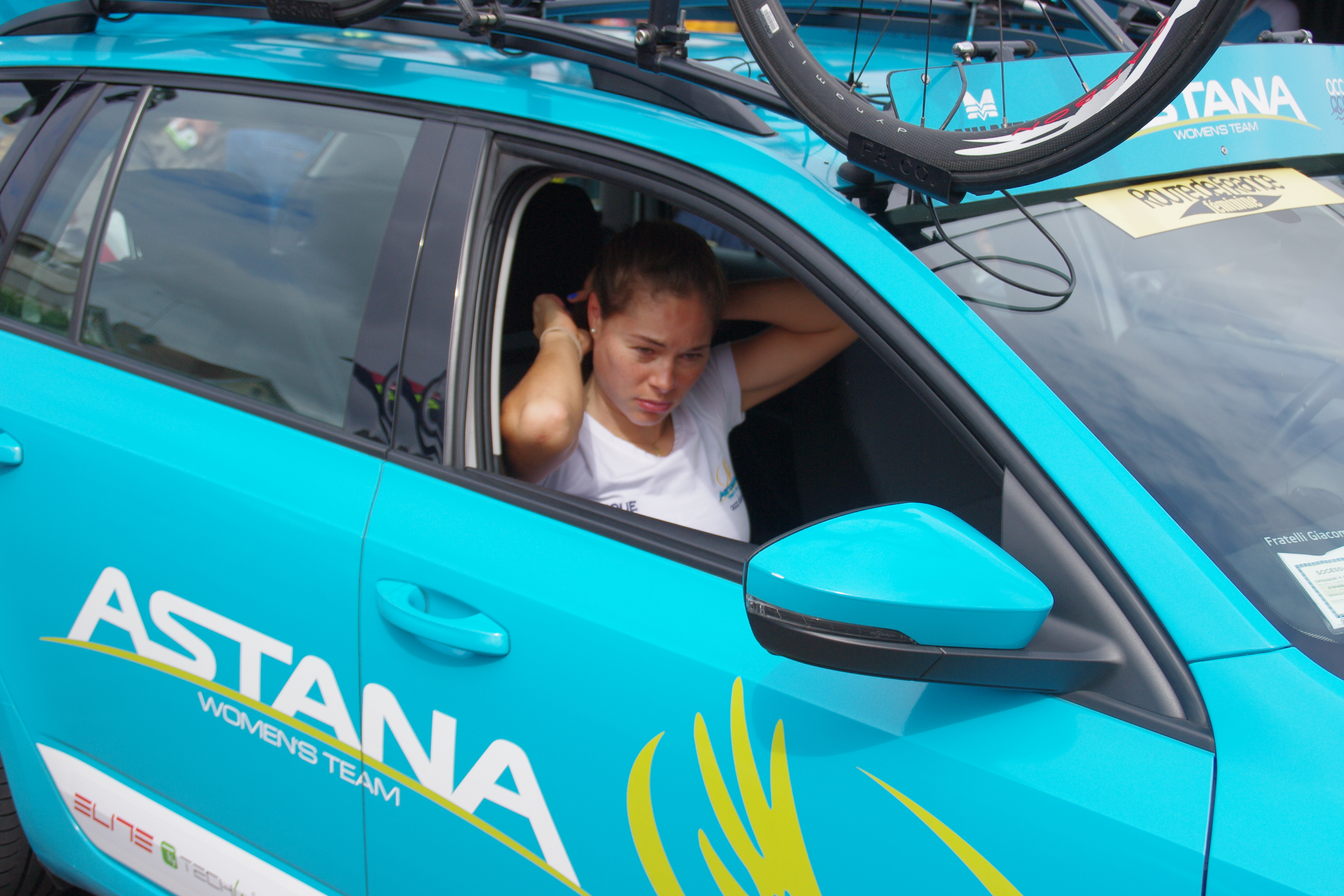
Ingrid Drexel en el coche de su equipo, Astana-Acca Due O, durante la disputa de La Route de France 2015.

Ingrid Drexel Clouthier (Monterrey, 28 de julio de 1993) es una ciclista profesional mexicana. Debutó como profesional en marzo de 2013 tras destacar en el ciclismo en pista y ser en 2012 campeona en ruta y contrarreloj de México.
La victorias en los campeonatos contrarreloj y en ruta mexicanos la dieron acceso a participar en la prueba en ruta de los Juegos Olímpicos de Londres 2012 donde fue descalificada por «fuera de control».

## Trayectoria deportiva
En 2010 y 2011 destacó en el ciclismo en pista haciéndose con varios campeonatos panamericanos de categoría juvenil y un bronce en el Campeonato Panamericano Scratch absoluto 2011 -en ese Campeonato Panamericano obtuvo además un cuarto puesto-. También participó en campeonatos mundiales de categoría juvenil de ciclismo en ruta quedando en todos entre las 25 primeras. En 2012 se hizo con en Campeonato de México Contrarreloj y un día después con el Campeonato de México en Ruta por lo que fue seleccionada por su país para participar en la prueba en ruta de los Juegos Olímpicos de Londres 2012 donde fue descalificada por «fuera de control».
En 2013 destacó a nivel internacional ya que, dos meses después de debutar como profesional, se hizo con el Campeonato Panamericano Contrarreloj. Al igual que en el año anterior también se hizo con el Campeonato de México Contrarreloj y en Ruta.
Posteriormente ha seguido obteniendo victorias en el ciclismo en pista tanto nacionales como internacionales en América; mientras en el ciclismo en ruta solo ha llegado a obtener victorias nacionales -solo apareciendo tímidamente en etapas parciales y en los Juegos Panamericanos-. Pese a ello ha seguido permaneciendo en equipos profesionales internacionales de ciclismo en ruta.

## Palmarés

### Pista
2011 (como amateur)
- 3.ª en el Campeonato Panamericano Scratch

2013
- Copa Internacional de Pista Puntuación

2014
- 3.ª en los Juegos Centroamericanos y del Caribe Persecución por Equipos (haciendo equipo con Jessica Bonilla, Lizbeth Salazar y Mayra Rocha)

2015
- Copa Cuba de Pista Puntuación
- 3.ª en el Campeonato Panamericano Persecución por Equipos (haciendo equipo con Sofia Arreola, Mayra del Rocío Rocha y Lizbeth Salazar

### Ruta
2012 (como amateur)
- Campeonato de México Contrarreloj
- Campeonato de México en Ruta

2013
- Campeonato Panamericano Contrarreloj
- Campeonato de México Contrarreloj
- Campeonato de México en Ruta

2014
- 3.ª en el Campeonato de México Contrarreloj

2015
- Campeonato de México Contrarreloj
- 2.ª en el Campeonato de México en Ruta

2016
- 3.ª en el Campeonato Panamericano Contrarreloj

2017
- Campeonato de México en Ruta
- Campeonato de México Contrarreloj

2018
- Campeonato de México Contrarreloj

## Resultados en Grandes Vueltas y Campeonatos del Mundo
Durante su carrera deportiva ha conseguido los siguientes puestos en las Grandes Vueltas femeninas y en los Campeonatos del Mundo en carretera:
| Carrera              | Carrera              | 2013 | 2014 | 2015 | 2016 | 2017 | 2018 | 2019 |
| -------------------- | -------------------- | ---- | ---- | ---- | ---- | ---- | ---- | ---- |
|                      | Giro de Italia       | ―    | 34.ª | Ab.  | 30.ª | ―    | ―    | ―    |
|                      | Tour de l'Aude       | X    | X    | X    | X    | X    | X    | X    |
|                      | Grande Boucle        | X    | X    | X    | X    | X    | X    | X    |
| Mundial en Ruta      | Mundial en Ruta      | Ab.  | ―    | 43.ª | ―    | 34.ª | ―    | ―    |
| Mundial Contrarreloj | Mundial Contrarreloj | ―    | ―    | 42.ª | ―    | ―    | ―    | ―    |

―: no participa

Ab.: abandono

X: ediciones no celebradas

## Equipos
- Pasta Zara-Cogeas (2013)[14]
- Forno d'Asolo-Astute (2014)
- Astana (2015-2016)
  - Astana-Acca Due O (2015)
  - Astana Women's Team (2016)
- TIBCO-SVB (2017-2019)